# امیلیو گاتورونچیری
امیلیو گاتورونچیری (انگلیسی: Emilio Gattoronchieri; ۷ فوریهٔ ۱۹۱۲ – ۲۶ فوریهٔ ۱۹۹۳) بازیکن فوتبال اهل ایتالیا بود.
از باشگاه‌هایی که در آن بازی کرده‌است می‌توان به باشگاه فوتبال اینتر میلان، باشگاه فوتبال ارورا پرو پاتریا ۱۹۱۹، باشگاه فوتبال ونتزیا، باشگاه فوتبال سمپدوریا، و باشگاه فوتبال آ.ث. میلان اشاره کرد.